# Café del Mar (single)
Café Del Mar is een muzieknummer uit 1993 van het trance-project Energy 52. Het is vernoemd naar het Café del Mar op Ibiza. Het nummer kan vrijwel direct worden herkend aan zijn kenmerkende melodie en de populariteit ervan wordt weerspiegeld in het enorme aantal remixes dat er van het nummer zijn verschenen.
De melodie van Café del Mar is gebaseerd op het minimalistische pianowerk Struggle for Pleasure (1983) van de Belgische componist Wim Mertens. Hoewel er geen directe sample wordt gebruikt, vertoont de compositie duidelijke overeenkomsten in harmonische structuur en ritmiek. 

## Lijst van remixes (incompleet)

### 1993
- Cosmic Baby's Impression (6:45)
- Kid Paul Mix (7:16) - ook bekend als Original Mix
- Peace Mix (7:13)
- Porte de Bagnolet Mix (5:53)

### 1997
- Ivan Remix (8:06)
- Josh Abraham's Down Under Remix (7:03)
- Kid Paul Radio Mix (3:32)
- Oliver Lieb Radio Mix 1 (3:55)
- Oliver Lieb Radio Mix 2 (3:40)
- Oliver Lieb's LSG Remix (7:44) - ook bekend als Oliver Lieb Mix 1
- Oliver Lieb Mix 2 (7:30)
- Solar Stone Remix (8:37)
- Three'n'One Radio Mix (3:50)
- Three'n'One Remix (8:43)
- Universal State Of Mind Mix (7:15)

### 1998
- Hybrid's Time Traveller Remix (6:36)
- Nalin & Kane Radio Cut (3:57)
- Nalin & Kane Remix Edit (9:16)
- Nalin & Kane Remix (9:44)
- Three'n'One Radio Mix 2 (3:37)
- Three'n'One Remix Edit (8:15)

### 1999
- Deepsky's Stateside Cannon Remix (7:35)
- Kid Paul's '99 Rebuild (7:45) - nooit uitgekomen
- Pure Nova & DJ Eyal Project Remix (7:50)

### 2000
- Humate Ambient Remix (7:07) - beperkte uitgave
- Michael Woods Ambient Remix (10:26) - beperkte uitgave
- Sonique Version 52 (8:01)

### 2002
- Humate Ambient Remix Edit (6:33)
- Humate Ambient Remix (7:07)
- John "00" Fleming Remix (10:07)
- Marco V Radio Edit (3:08)
- Marco V Remix Edit (6:58)
- Marco V Remix (8:34)
- Michael Woods Ambient Mix Edit (9:26)
- Michael Woods Ambient Mix (10:26)
- Three'n'One Update Radio Edit (3:19)
- Three'n'One Update (8:55)

### 2006
- Raul Rincon Mix (7:51)
- Binum Remix (6:19)

### 2019
- Tale of Us Renaissance Remix (8:35)